# Banque nationale du Canada
Pour les autres articles nationaux ou selon les autres juridictions, voir Banque Nationale.
Ne doit pas être confondu avec Banque du Canada.
Pour les articles homonymes, voir BNC.
La Banque nationale du Canada (en anglais: National Bank of Canada, abrégé BNC) (TSX : NA) est un groupe intégré qui propose des services financiers complets à une clientèle de particuliers, de petites et moyennes entreprises (PME) et de grandes entreprises dans son marché national, ainsi que des services spécialisés à l’échelle internationale. Elle offre toute la gamme des services bancaires, y compris tous les services d’une banque d’investissement à l’intention des grandes sociétés. Elle mène ses activités dans les marchés internationaux des capitaux et, par l’entremise de ses filiales, dans ceux du courtage de valeurs mobilières, de l’assurance, de la gestion de patrimoine ainsi que de la gestion de fonds communs de placement et de régimes de retraite.
Sixième grande banque en importance au Canada, avec 2,7 millions de clients à son actif, la Banque Nationale est une des principales institutions bancaires au Québec. Elle compte des succursales dans la plupart des provinces canadiennes et, par l’intermédiaire de ses bureaux de représentation, de ses filiales et de ses alliances, elle est présente aux États-Unis, en Europe et ailleurs dans le monde.
Son siège social est situé au 800, rue Saint-Jacques, à Montréal, Québec. La Banque compte 403 succursales et 940 guichets automatiques dans tout le pays.

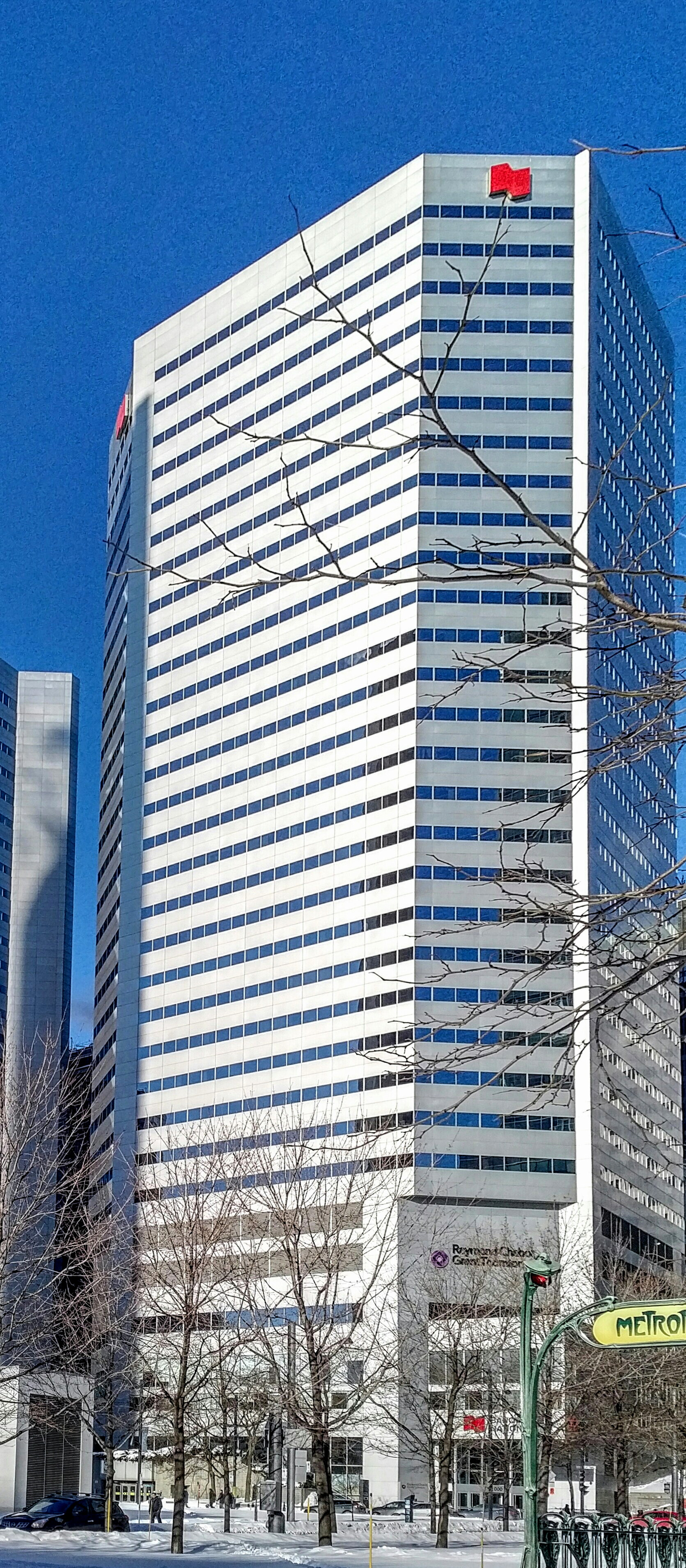
Tour de la Banque nationale

## Histoire

### 19e siècle
1859 - Au mois de mai, est fondé à Québec le premier des établissements financiers qui, d'absorption en fusion, constitueront la Banque nationale du Canada. La Fédération canadienne n'était pas encore née; c'est donc une loi du parlement de la province du Canada, qui gouvernait alors les territoires du Québec et de l'Ontario actuels, qui sanctionna la naissance de la Banque nationale le 4 mai 1859. La pétition demandant l'incorporation de la Banque avait été présentée par un groupe de citoyens de Québec : Guillaume-Eugène Chinic, Isidore Thibodeau, Ulric-Joseph Tessier, Olivier Robitaille, Cirice Têtu, David Dussault et Prudent Vallée.
Insatisfaits des politiques exercées par les banques à leur égard, les hommes d'affaires francophones ressentaient en effet le besoin d'établir une institution bancaire dont ils auraient le contrôle et qui se vouerait prioritairement à la promotion de leurs intérêts. Une partie de la bourgeoisie anglophone prend part au capital-actions de la Banque, mais les francophones se réservent un contrôle exclusif et occupent tous les sièges au conseil d'administration avec, comme président, Ulric-Joseph Tessier, avocat et conseiller législatif. La nouvelle Banque nationale ouvrira ses portes en mai 1860, dans les locaux de la Caisse d'économie de Notre-Dame de Québec, située sur la rue Saint-Jean, à Québec.
Le nom « Banque nationale » sera conservé sans interruption, mais avec de petites variantes, jusqu'à nos jours. Durant les quelque soixante ans qui suivent sa fondation, la Banque s'établira principalement dans la région de Québec et l'est de la province et jouera un rôle important dans le développement économique de ces régions.
1860 - La Banque nationale accueille ses premiers clients dans les locaux de la Caisse d'économie de Notre-Dame de Québec, située sur la rue Saint-Jean, à Québec.
1861 - Deux ans plus tard est fondée de la même façon, mais à Montréal, la Banque Jacques-Cartier qui connaîtra une réorganisation en 1900 à l'occasion de laquelle elle changera de nom pour s'appeler la Banque provinciale du Canada. Elle établira graduellement un réseau de bureaux dans toutes les parties du Québec ainsi que dans quelques régions de l'Ontario, au Nouveau-Brunswick et à l'Île-du-Prince-Édouard.
1862 - À la suite d'un incendie, la Banque nationale s'établit de façon définitive sur la rue Saint-Pierre, là où se concentrent les activités bancaires de Québec.
1874 - C'est également à Montréal qu'est créée la Banque d'Hochelaga. Après des débuts modestes, elle connaîtra une grande expansion au tournant du siècle. Au sortir de la Première Guerre mondiale, la Banque nationale, la Banque provinciale et la Banque d'Hochelaga rivalisent vigoureusement, à peu près à égalité, pour servir le même marché québécois. La suggestion est parfois formulée publiquement qu'il serait avantageux de les fusionner pour accroître leurs moyens d'action dans le développement économique du Québec.
1878 & 1885 - La Banque enregistre des pertes au cours de ces deux années à la suite de difficultés reliées au contexte de crise économique.

### 20e siècle
1924 - Une sérieuse récession ébranle la Banque nationale au début des années 1920. Des pourparlers pour la fusionner avec la Banque d'Hochelaga aboutissent à un accord de fusion par lequel est créée la Banque canadienne nationale, grâce entre autres à l'assistance accordée à la nouvelle banque par la province de Québec selon une loi de son assemblée législative. La Banque provinciale décline l'invitation de se joindre à ces deux banques.
La Banque canadienne nationale et la Banque provinciale traverseront solidement les épreuves de la grande dépression des années 1930, comme d'ailleurs tout le système bancaire canadien.
1968 - En étroite collaboration avec d'autres banques, la Banque canadienne nationale lance la première carte de crédit, Chargex, émise par les banques canadiennes.

#### Années 1970
1970 - La fusion de 1924 avait donné à la Banque canadienne nationale une taille deux fois plus importante que celle de sa concurrente immédiate, la Banque Provinciale, ce qui lui conféra un prestige marqué et favorisa son développement plus rapide. La Banque Provinciale redevint cependant plus agressive après la Seconde Guerre mondiale, ce qui se traduisit notamment par quelques absorptions d'autres institutions.
En 1970, elle fusionne avec la Banque populaire, une banque commerciale créée en 1968 pour prendre la suite d'une institution plus que centenaire et bien renommée, la Banque d'économie de Québec.
1976 - Dans le cadre d'un programme d'expansion nationale de ses opérations, la Banque Provinciale absorbe aussi l'Unité, Banque du Canada, dont le siège social est à Toronto. En 1979, elle achètera la Financière Laurentide Ltée, une société de financement nationale bien connue, dont le siège social est à Vancouver.

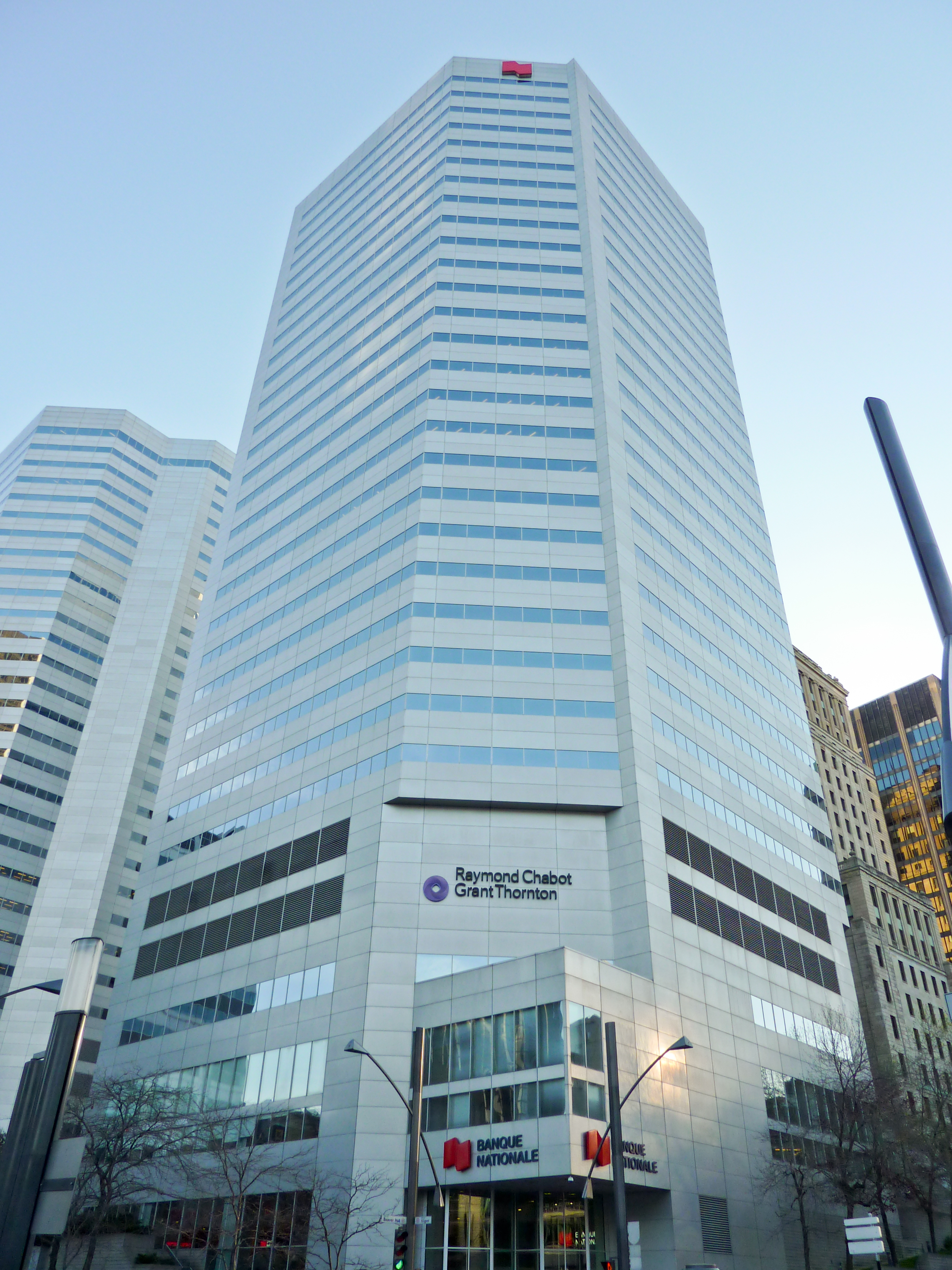
Tour de la Banque nationale, à Montréal.

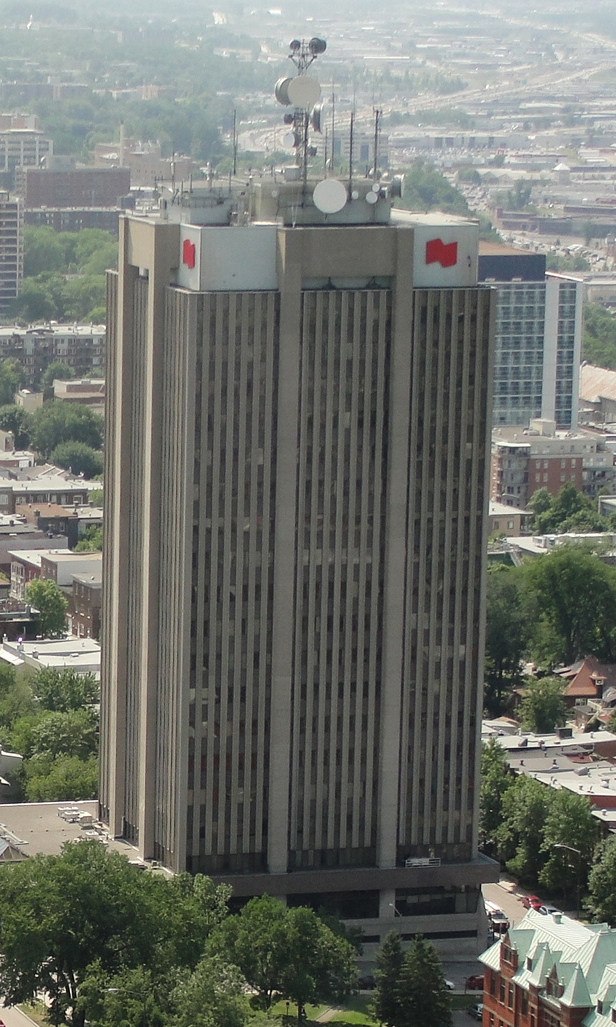
150 René-Lévesque Est, à Québec.

1978 - La Banque provinciale s'associe avec Bell Canada pour la construction de deux immenses tours à bureaux dans le centre-ville de Montréal qui serviront de sièges sociaux aux deux institutions.
1979 - Au mois de novembre, la Banque canadienne nationale et la Banque provinciale sont devenues des banques de grande taille, avec des actifs de neuf et six milliards de dollars respectivement. Quoiqu'ayant encore toutes deux une grande partie de leurs opérations concentrées au Québec, elles développent activement leurs affaires à l'échelle canadienne et internationale depuis une dizaine d'années.
C'est alors qu'elles conviennent d'unir leurs forces pour réaliser l'une des plus importantes fusions dans l'histoire bancaire mondiale et former la Banque Nationale du Canada. Ceci leur permettra d'obtenir des économies d'échelle et d'éliminer les duplications d'efforts dans leurs marchés traditionnels.
Les ressources considérables ainsi libérées et réunies les placeront dans une meilleure position concurrentielle par rapport aux plus grandes banques du Canada et du monde pour fournir des services bancaires et financiers de meilleure qualité à toute la gamme de leurs clientèles.

#### Années 1980
1983 - La Banque nationale prend possession de son nouveau siège social situé dans le complexe Maisonneuve au 600, rue De La Gauchetière Ouest, à Montréal.
1985 - La Banque nationale achète la Banque mercantile du Canada. Cette transaction lui permet d'accentuer sa présence sur le marché des prêts commerciaux et d'accélérer ses projets d'expansion en Ontario et dans l'ouest du pays. À la suite de la déréglementation des services financiers qui s'amorce à cette époque, la Banque nationale créera à compter de 1987 des filiales et fera des acquisitions qui lui permettront d'être active notamment dans les secteurs du courtage de valeurs mobilières, de l'assurance, de la gestion de patrimoine ainsi que de la gestion de fonds communs de placement et de régimes de retraite. Ces transactions lui permettront aussi d'accroître sa présence hors Québec dans des créneaux choisis.
1987 - Placements Banque nationale voit le jour pour se consacrer au courtage à escompte, aux fonds communs de placement et aux programmes à l'intention des immigrants investisseurs.
1988 - La firme de courtage Lévesque Beaubien devient une filiale de la Banque nationale. Un an plus tard, ses activités sont fusionnées avec la firme Geoffrion Leclerc pour devenir Lévesque Beaubien Geoffrion.

#### Années 1990
1992 - La Banque nationale fusionne les activités de sa filiale en propriété exclusive, Crédit-bail Banque nationale, avec ses propres activités.
1993 - La Banque nationale vend les prêts de crédit-bail à la firme GE Capital et acquiert les actifs du Trust général du Canada, une entreprise spécialisée dans les activités de fiducie depuis 1927.
1994 - La Banque nationale, par l'entremise de sa filiale Natbank, ouvre une première succursale aux États-Unis, à Pompano Beach en Floride.
1995 - Une deuxième succursale de la Natbank de même que son siège social sont inaugurés à Hollywood, en Floride. Cette même année, la Banque Nationale fonde Assurance-vie Banque Nationale, compagnie d'assurance-vie.
1996 - La Banque nationale acquiert deux sociétés de fiducie ontariennes Family Trust Corporation et The Municipal Savings & Loans Corporation. Elle fonde Services financiers Banque Nationale, Assurances et Placements. Elle procède également à la création de la filiale Compensation BNC.
1996 - Au 31 août 1996, l'actif de la Banque nationale franchit le cap des 50 milliards de dollars.
1997 - Soucieuse de rester accessible au plus grand nombre et de demeurer à la fine pointe des développements technologiques, la Banque nationale inaugure son site internet. Elle conclut aussi une entente lui permettant de prendre une participation de 75 millions $US dans un groupe d'investisseurs rassemblés autour de la société Infisa S.A. Cette entente a pour but de réaliser des investissements dans des banques, des sociétés de courtage, d'assurance ou de gestion de fonds de pension dans plusieurs pays d'Amérique Latine.
1998 - La Banque nationale et la Caisse de dépôt et de placement du Québec fondent la Corporation Alter Moneta, une société de financement spécialisée dans le crédit-bail.
1999 - La Banque nationale fait l'acquisition de First Marathon, une société de courtage en valeurs mobilières basée à Toronto. Elle fusionne ensuite les activités de cette dernière avec celles de sa filiale Lévesque Beaubien Geoffrion pour former Financière Banque Nationale, une nouvelle société canadienne de services d'investissement. Elle crée aussi une nouvelle filiale, AssurNat, Assurances générales Banque Nationale, qui offre des produits d'assurances générales, sans intermédiaire.
Enfin, elle annonce la création de Courtage à escompte Banque nationale, une toute nouvelle filiale qui prend la relève du service de courtage à escompte InvesTel. Par le fait même, Placements Banque nationale, qui administrait jusqu'à ce jour InvesTel, se consacre désormais entièrement aux activités reliées à la famille des Fonds Banque Nationale.

### 21e siècle

#### Années 2000
2001 - Afin d'uniformiser son image auprès des consommateurs, la Banque nationale poursuit sa stratégie visant à inclure le nom « Banque nationale » dans le nom de ses différentes filiales. C'est ainsi que sa filiale AssurNat, Assurances générales change de nom pour celui d'Assurances Banque Nationale. Sa filiale Trust général suit la même tendance et devient officiellement Trust Banque nationale à la fin de l'année.
2002 - La Financière Banque nationale, filiale de la Banque nationale, procède à l'acquisition de la banque d'investissement américaine Putnam Lovell Group Inc. Les groupes de services financiers globaux institutionnels de Putnam Lovell et de la Financière Banque nationale ainsi que toutes les autres activités de Putnam Lovell sont regroupés et exercent leurs activités sous le nom de Putnam Lovell FBN, par l'entremise des bureaux situés à New York, Toronto ainsi qu'à Londres.
La Banque Nationale, pour sa part, acquiert le gestionnaire et distributeur de fonds communs de placement Altamira. Cette acquisition augmente fortement la présence de la Banque nationale en tant que gestionnaire de patrimoine hors du Québec. Elle double ainsi la valeur de ses fonds communs de placement sous gestion, élargit la gamme de ses produits et services et accroît sa rentabilité.
2006 - L'actif de la Banque nationale s'élève à plus de 100 milliards de dollars.
2006 - Au mois de mars, Computershare se porte acquéreur des services de gestion de l'actionnariat de Trust Banque nationale.
2007 - Au mois de juin, Réal Raymond, président et chef de la direction, depuis 2002, prend sa retraite. Louis Vachon, auparavant président et chef de l'exploitation, lui succède.
2008 - La Banque nationale fait l’acquisition de quatre sociétés de courtage de plein exercice indépendantes. Ces acquisitions renforcent la présence de la Banque Nationale à Toronto et à Winnipeg et donnent plus de poids à son leadership au Québec.
Cette même année, la Banque nationale amorce la mise en œuvre d'un important plan de transformation organisationnelle. S’inscrivant dans le cadre de la vision d’affaires un client, une banque, le plan vise à satisfaire encore mieux les besoins et les attentes des clients de la Banque nationale et à permettre  à celle-ci d’afficher l’une des meilleures performances financières de l’industrie.
2009 - La Banque nationale lance Gestion privée 1859, une nouvelle offre complète et intégrée de produits et de services personnalisés et haut de gamme, dédiée exclusivement aux besoins spécifiques de clients fortunés.
Le 4 mai 2009, la Banque nationale fête ses 150 ans d'histoire.

#### Années 2010
2011 - La Banque nationale acquiert la société de gestion de patrimoine de plein exercice Wellington West, l'une des sociétés de gestion de patrimoine de plein exercice indépendantes les plus importantes au Canada.

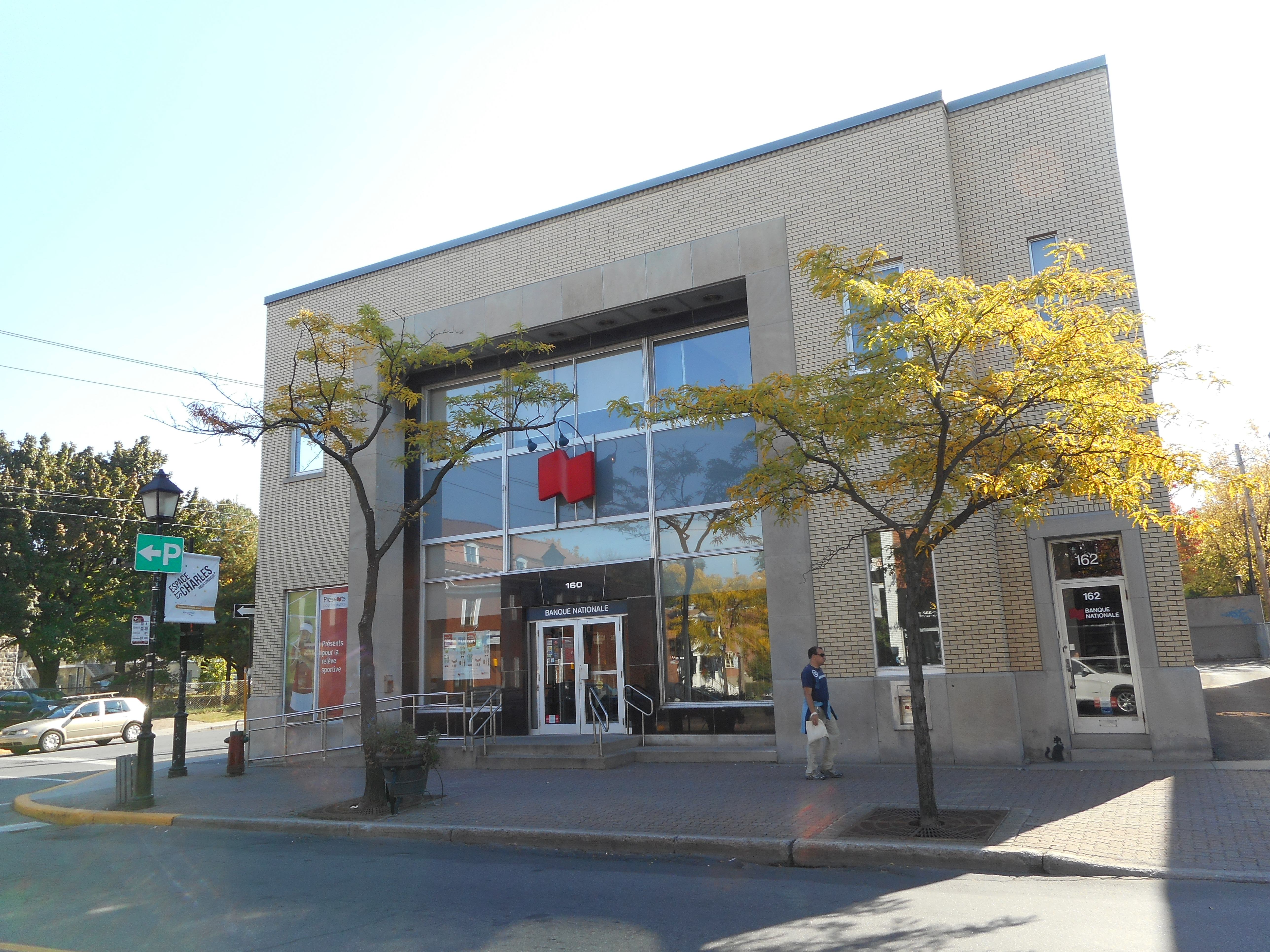
Succursale de la banque à Longueuil.

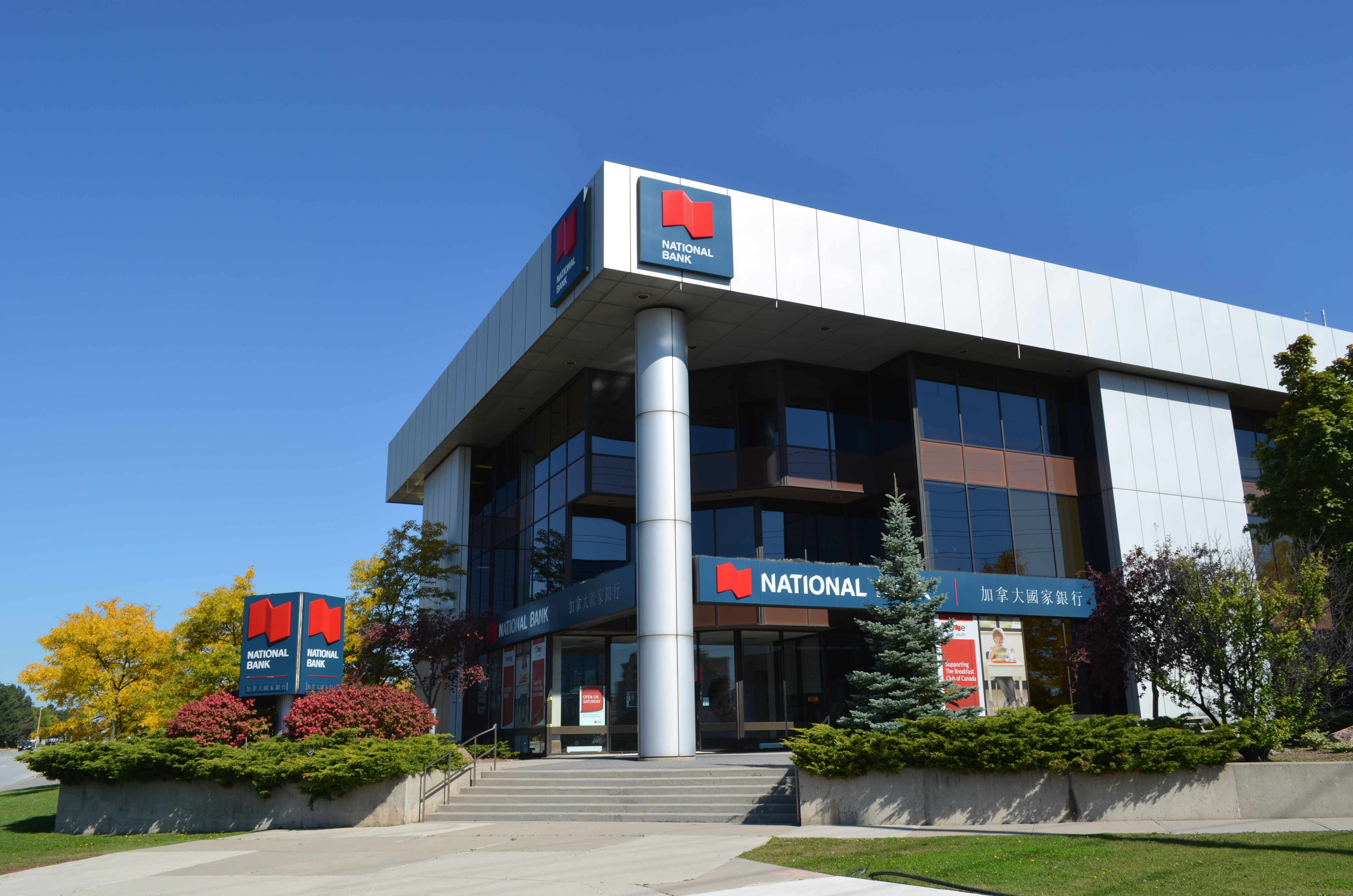
Succursale de la banque à Richmond Hill.

2012 - La Banque nationale continue de prendre de l’expansion d’un océan à l’autre grâce à l’acquisition de la division des services-conseils en placement de plein exercice de Valeurs mobilières HSBC (Canada).
La fusion de la filiale Gestion de portefeuille Natcan avec Corporation Fiera Capital, dans laquelle la Banque Nationale acquiert une participation stratégique, fait de Fiera l’un des principaux gestionnaires de portefeuille indépendants du Canada. Cette transaction renforce la capacité de développement de la Banque nationale dans ce créneau à fort potentiel.
Afin d’élargir sa prestation de services numériques, la Banque nationale lance ses Solutions bancaires mobiles. Les clients qui possèdent un téléphone intelligent peuvent désormais effectuer par ce moyen différentes transactions, y compris des paiements de particulier à particulier par virement électronique Interac, fonction que la Banque Nationale a été la première à offrir sur une plateforme mobile.
Au cours de cette période, la Banque nationale joue un rôle pivot dans l’acquisition, en 2012, du Groupe TMX par un regroupement de 12 institutions financières et caisses de retraite canadiennes, dont celle-ci. Cette transaction préserve la position du Canada à titre de centre mondial d’excellence dans le domaine financier.
Le site de littératie financière de la Banque nationale, Jecomprends.ca, franchit le cap du million de visites. Ce site d’éducation financière aide ses lecteurs à prendre des décisions éclairées qui contribuent à leur santé financière.
2013 - La Banque Nationale annonce le plus important don de son histoire : 10 millions de dollars à Campus Montréal (HEC Montréal, Polytechnique Montréal et Université de Montréal). Cette somme permet la création de l'Institut d’entrepreneuriat Banque Nationale | HEC Montréal, voué à soutenir l'entrepreneuriat.
En novembre de la même année, la Banque nationale conclut l’acquisition des Services institutionnels TD Waterhouse (TDWIS). Cette transaction renforce considérablement la position qu’occupe le Réseau des correspondants Banque nationale à titre de premier fournisseur de services de traitement de valeurs mobilières auprès de firmes indépendantes de conseillers financiers à travers le Canada, confirmant ainsi son positionnement de chef de file. Cette acquisition représente une autre étape décisive dans l’expansion de la plateforme de gestion de patrimoine de la Banque nationale au niveau pancanadien.
2014 - La Banque nationale implante sa filiale Gestion privée 1859 à Vancouver ainsi qu'à Calgary.
À la suite de l’acquisition, en novembre 2013, de TDWIS, la Banque nationale complète l’une des plus grandes conversions d’actifs de l’histoire financière du Canada. L'intégration, achevée avec succès en seulement sept mois, de TDWIS à Banque nationale Réseau indépendant (BNRI), fait de cette filiale le principal fournisseur au Canada en matière de solutions de garde de valeurs, négociation, compensation, règlement et tenue de dossiers offertes aux gestionnaires de portefeuille inscrits et aux courtiers remisiers indépendants.
2015 - La Banque nationale acquiert 20 % du groupe financier africain NSIA Banque & Assurances, basée à Abidjan, Côte d'Ivoire dont les activités s’étendent dans 12 pays d’Afrique de l’Ouest et d’Afrique centrale. La Natbank ouvre une troisième succursale à Boynton Beach en Floride.
2016 - La Banque nationale annonce la création d'Advanced Technology Asia (ATA IT) à Bangkok en Thaïlande. ATA IT fournira des services en technologies de classe mondiale aux différentes entités du groupe Banque nationale.
2017 - En mai, la Banque nationale est parmi les premières institutions financière canadiennes à supporter le paiement mobile Android Pay. La division NA Capital de risque est lancée pour permettre des investissements dans des entreprises de fintech, d'intelligence artificielle et de santé et bien-être. Certaines entreprises telles que Breathe, Moka, NestReady et SecureKey seront acquises dans les années suivantes.
2018 - Au mois de janvier, la Banque nationale annonce la construction d'un tout nouveau siège social d'une quarantaine d'étages à l'angle de la rue Saint-Jacques et du boulevard Robert-Bourassa, toujours à Montréal. Conçu par Menkes Shooner Dagenais LeTourneux Architectes, le 800 Saint-Jacques visera à regrouper en un seul endroit la majorité des employés des services corporatifs actuellement divisés dans 6 bâtiments de la ville. Il sera occupé exclusivement par la banque, répondra aux normes environnementales et de qualité les plus avancés et intégrera un nouvel espace vert public. L'occupation est prévue en 2023.
2019 - Au mois d'octobre, la Banque nationale devient seule actionnaire d'Advanced Bank of Asia (ABA Bank), une institution financière établie au Cambodge, dont elle participe au capital depuis 2014. La Banque Nationale retire ses investissements fait en Afrique.

#### Années 2020
2020 - Au mois de décembre, la Banque nationale augmente sa participation à 100 % du capital de Credigy, une société mondiale de financement spécialisée, établie à Atlanta, dans l'état de Géorgie aux États-Unis. La banque s'était jointe à l'actionnariat de l'entreprise en 2006.
2021 - Au mois d'octobre, Louis Vachon, président et chef de la direction, depuis 2007, prend sa retraite. Laurent Ferreira, auparavant chef de l'exploitation, lui succède.
2023 - Le 1er août, la Banque nationale fait l'acquisition du portefeuille de prêts commerciaux canadiens de la Silicon Valley Bank. À l'automne, une quatrième succursale de Natbank est ouverte à Naples en Floride. Le 20 novembre, la Banque annonce l'acquisition de la totalité des espaces à bureaux et commerciaux du nouvel édifice situé au 700, rue Saint-Jacques, tout juste à côté de son nouveau siège social. Elle compte occuper entièrement les huit étages et la mezzanine de l'édifice et permettra l'établissement de commerces au rez-de-chaussée. L'occupation est prévue pour 2026.
2025 - Le 3 février, la Banque complète l’acquisition de la Banque canadienne de l'Ouest (en), annoncée en juin 2024. La transaction est estimée à 5,3 milliards de dollars canadiens ce qui constitue «la plus grande acquisition de son histoire». L'image de marque de la Banque canadienne de l'Ouest sera progressivement retirée au profil de celle de la Banque Nationale.

## Anciens chefs de la direction
Anciens chefs de la direction depuis la fusion en 1979.
- 2007-2021 : Louis Vachon;
- 2002-2007 : Réal Raymond;
- 1989-2002 : André Bérard;
- 1979-1989 : Michel Bélanger.

## Filiales principales (au 31 octobre 2021)
Canada et États-Unis
- Société de portefeuille et d'acquisition Banque nationale inc.
  - Financière Banque nationale inc.
    - Société de portefeuille FBN internationale inc.
      - National Bank of Canada Financial Group inc., New York
        - Credigy Ltd., Atlanta
        - National Bank of Canada Financial inc., New York

  - Banque nationale Investissements inc.
  - Assurance-vie Banque nationale, Compagnie d'assurance-vie
  - Société de fiducie Natcan
- Trust Banque nationale inc.
- L'Immobilière Banque nationale inc.
- NatBC Holding Corporation, Floride
  - Natbank, National Association, Floride
- Technologie Flinks inc.

Autres pays
- Natcan Global Holdings Ltd., Malte
  - NBC Global Finance Limited, Irlande
- NBC Financial Markets Asia Limited, Hong Kong
- Advanced Bank of Asia Limited (ABA Bank), Cambodge
- ATA IT Ltd., Thaïlande

(Le terme filiale est entendu au sens d'entité du groupe de la Banque Nationale.)

## Mécénat
La Banque nationale soutient des centaines d’organismes canadiens à l'aide d'un programme de dons et commandites et aux initiatives de ses employés, . Son programme Présents pour les jeunes lui permet d’épauler concrètement les membres des générations montantes afin qu’ils deviennent des citoyens en santé, engagés dans leur communauté et mieux outillés pour bâtir une société dynamique.
Elle possède une collection de plus de 7 000 œuvres d'art qui représente les artistes québécois et canadiens de 1895 à nos jours.